# Henry Savile
|  | No s'ha de confondre amb el polític Henry Savile. |

Sir Henry Savile   (Yorkshire, 30 de novembre de 1549 - Eton, 19 de febrer de 1622) va ser un matemàtic anglès, professor de la Universitat d'Oxford a començaments del segle xvii. També és conegut per haver estat tutor de grec de la reina Elisabet I d'Anglaterra i per haver col·laborat en l'edició de la Bíblia impulsada per Jaume I d'Anglaterra.

## Vida

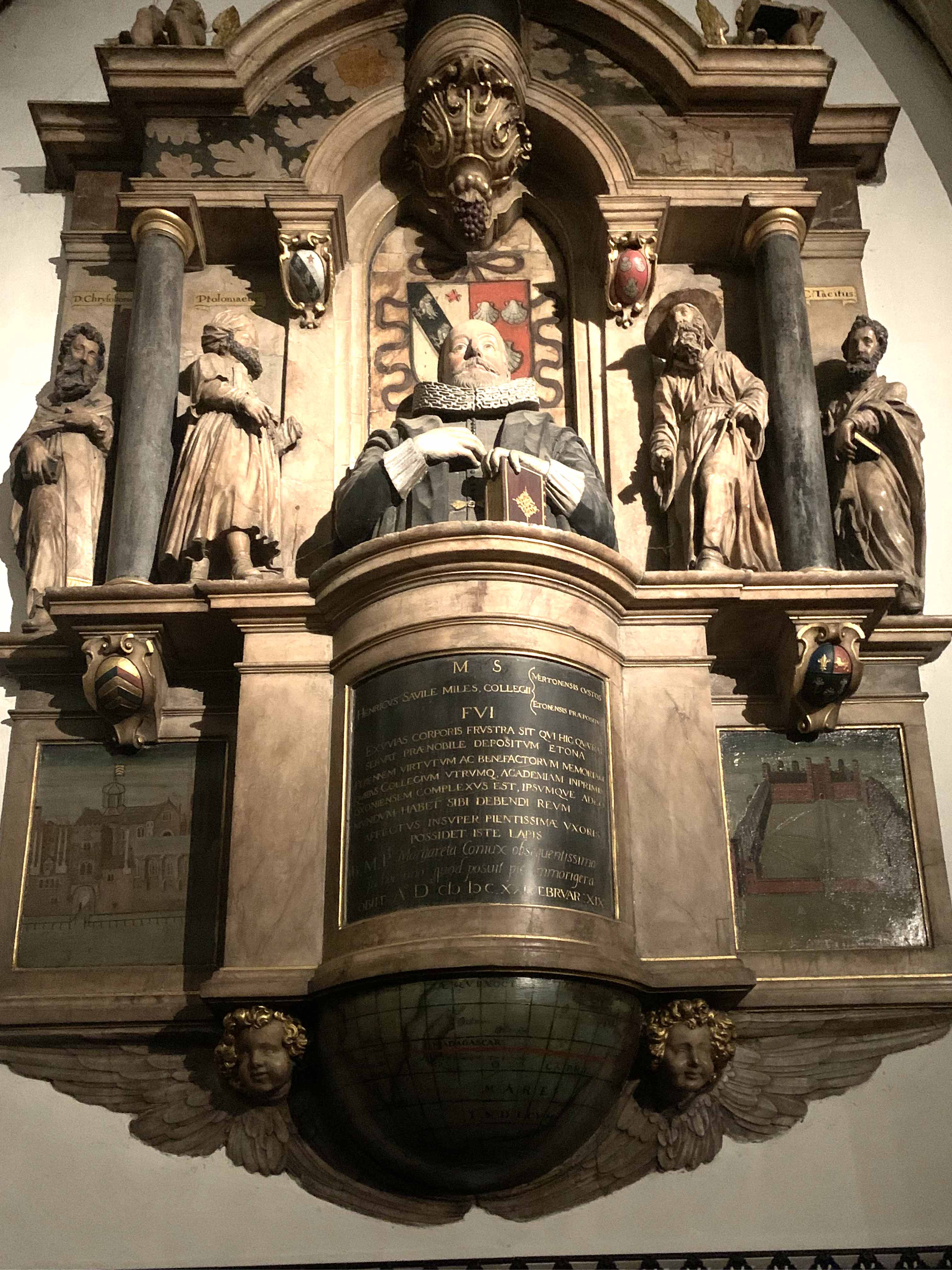
Memorial a Henry Savile a la capella del Merton College.

Fill d'una rica família de Yorkshire, va estudiar al Brasenose College de la Universitat d'Oxford en la que es va matricular el 1561. El 1565 ja era fellow del Merton College i començava a donar classes de grec i de matemàtiques sobre l'Almagest; aquestes últimes sense remuneració.
Els anys 1579 i següents va viatjar per l'Europa continental, col·leccionant manuscrits grecs i llatins que va portar a Oxford. A la seva tornada va ser nomenat tutor de grec de la reina Isabel I.
El 1583 va formar part de la comissió, proposada per John Dee i formada per ell mateix, Thomas Digges i John Chamber, que va informar sobre l'adopció a Anglaterra del calendari gregorià.
El 1585 va ser nomenat Warden (director) del Merton College, que va conduir de forma autoritària, però que va fer prosperar considerablement. El 1596 va afegir a aquest càrrec el de Provost (director) del Eton College que també governava de forma autocràtica.
El 1619 va fundar les dues càtedres, Savilian chairs, de geometria i d'astronomia, establint els seus estatuts que avui podrien semblar normals però que eren molt moderns per a l'època. Aquestes càtedres van tenir força influència en el desenvolupament futur de les matemàtiques a la Universitat d'Oxford, ja que sempre van ser ocupades per prestigiosos matemàtics que van complir amb els deures de recerca que establien els seus estatuts.

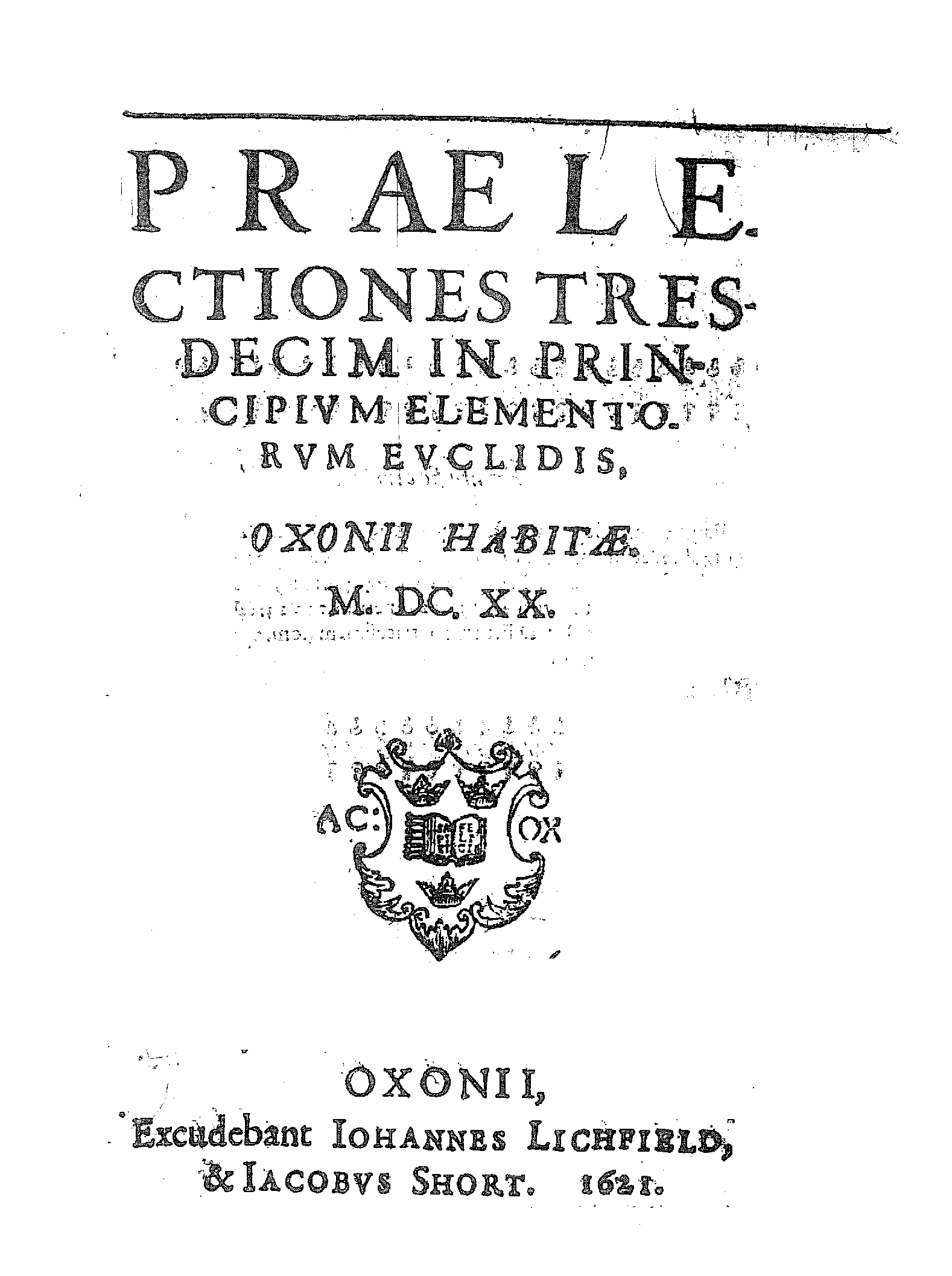
Praelectiones tresdecim in principium elementorum Euclidis, 1621

## Obra
Es conserven a la Biblioteca Bodleiana els manuscrits de les seves classes dels anys 70 sobre l'Almagest. Aquests documents són de màxima importància perquè revelen la modernitat del pensament matemàtic de Henry Savile.